# María Dueñas (Geigerin)

María Dueñas (2017)

María Dueñas Fernández (geboren am 4. Dezember 2002 in Granada) ist eine spanische Geigerin und Komponistin. Im Jahr 2021 gewann sie den ersten Preis in der Senior-Kategorie des Yehudi Menuhin Wettbewerbs. Sie gilt als die spanische Geigerin mit dem größten internationalen Profil und eine der meistversprechenden Musikerinnen ihrer Generation. Im Jahr 2022 unterzeichnete sie einen exklusiven Vertrag mit Deutsche Grammophon.

## Biographie
María Dueñas Fernández wurde 2002 in Granada geboren. In ihrer Familie gibt es keine professionellen Musiker, aber ihre Eltern ermutigten sie frühzeitig zur musikalischen Ausbildung, indem sie mit ihr Konzerte besuchten.

### Ausbildung
Im Alter von sieben Jahren schrieb sie sich am Konservatorium Ángel Barrios in ihrer Heimatstadt Granada ein. Mit 11 Jahren gewann sie ein Stipendium von Juventudes Musicales de Madrid, das ihr ermöglichte, ab 2014 an der Musikhochschule Carl Maria von Weber in Dresden zu studieren. 2016 zog sie nach Wien, um bei Boris Kuschnir zu studieren, und schrieb sich an der Musik und Kunst Privatuniversität der Stadt Wien sowie an der Kunstuniversität Graz ein. Ihre schulische Laufbahn beendete sie am Musikgymnasium Wien.

### Karriere
Dueñas war Solistin mit europäischen und amerikanischen Orchestern wie dem San Francisco Symphony, dem Philharmonischen Orchester von Luxemburg, dem Spanischen Nationalorchester und den Wiener Symphonikern. Im September 2019 wurde Dueñas vom Magazin Musical America, der ältesten amerikanischen Zeitschrift für klassische Musik, zum New Artist of the Month ernannt.
Sie gewann den 1. Preis beim Getting to Carnegie Hall-Wettbewerb 2021, bei dem jeder Teilnehmer die Uraufführung eines Satzes aus Julian Gargiulos neuer Sonate für Violine und Klavier spielte. Im Alter von 18 Jahren gewann Dueñas 2021 den 1. Preis beim Menuhin-Wettbewerb und gewann auch den Publikumspreis. Für den Wettbewerb spielte Dueñas Witold Lutosławskis Subito, Mozarts Violinkonzert Nr. 4 in D-Dur und Lalo's Symphonie Espagnole in d-Moll. Der Preis beinhaltet 20.000 Dollar und eine zweijährige Ausleihe einer Stradivari-Violine der sog. 'Goldenen Periode'. 2023 wurde sie beim Festival Kissinger Sommer mit dem Luitpoldpreis ausgezeichnet.

### Komposition
Dueñas ist auch Komponistin und Gründerin des Hamamelis Quartetts. Sie komponierte das Stück „Farewell“ im Alter von 13 Jahren, das 2016 den Robert Schumann International Piano Competition Award gewann. Ihr Stück wurde später als Musikvideo produziert.

## Auszeichnungen
- 2021: Ersten Preis in der Senior-Kategorie des Yehudi Menuhin Wettbewerbs.
- 2024: Opus Klassik in der Kategorie Nachwuchskünstlerin des Jahres.[10]

## Diskographie
- So Klingt die Zukunft! Kammermusikfest der Deutschen Stiftung Musikleben 2018. Track 2. Ravel – Tzigane. María Dueñas (violín) & Kiveli Dörken (piano). Deutsche Stiftung Musikleben, 2018
- Gabriel Fauré, Après un Rêve, María Dueñas (violin) & Itamar Golan (piano), 2022.
- Beethoven and Beyond, María Dueñas, Manfred Honeck & Wiener Symphoniker. Deutsche Grammophon 2023[11]